# Gare de Valergues - Lansargues
Gare de Valergues - Lansargues – przystanek kolejowy w Valergues, w departamencie Hérault,  regionie Oksytania, we Francji.
Jest przystankiem kolejowym Société nationale des chemins de fer français (SNCF), obsługiwanym przez pociągi TER Languedoc-Roussillon.

## Położenie
Znajduje się na wysokości 18 m n.p.m., na 59,416 km linii Tarascon – Sète, pomiędzy dworcami Lunel-Viel i Saint-Brès - Mudaison.

## Usługi
Jest obsługiwany przez pociągi TER Languedoc-Roussillon kursujące między Nîmes i Narboną.